# 蒙古保守党
蒙古保守党是蒙古国的一个政党。

## 简介
蒙古保守党成立于2012年10月23日，该党主席为N. Dashdava。在2012年国家大呼拉尔选举中，共有11个政党和2个政党联盟参选。最终有3个政党和1个政党联盟获得国家大呼拉尔席位。该党是在此次选举之后创建。